# نهر ستيكين
نهر ستيكين هو نهر رئيسي في شمال كولومبيا البريطانية (قبل الميلاد) وكندا وجنوب شرق ألاسكا في الولايات المتحدة. إنه يستنزف منطقة مرتفعة كبيرة ونائية تعرف باسم مقاطعة ستيكين شرق جبال الساحل. تتدفق غربًا 610 كيلومتر (380 ميل)، يفرغ في مضائق مختلفة من الممر الداخلي بالقرب من رانجل ، ألاسكا. نحو 90 في المئة من طول النهر و 95 في المئة من حوض الصرف في كندا. يعتبر نهر ستيكين واحدًا من آخر الأنهار البرية الكبيرة حقًا في كولومبيا البريطانية، يتدفق النهر عبر مجموعة متنوعة من المناظر الطبيعية بما في ذلك الغابات الشمالية والأودية شديدة الانحدار والوديان الجليدية الواسعة.
يُعرف باسم النهر الملاحي الأسرع تدفقًا في أمريكا الشمالية، يشكل نهر ستيكين مجرى مائيًا طبيعيًا من شمال كولومبيا البريطانية الداخلية إلى ساحل المحيط الهادئ. استخدم النهر منذ آلاف السنين من قبل الشعوب الأصلية بما في ذلك تلينجيت وتحتلتان للصيد والصيد والتجارة. لقد أتاح الوصول لتجار الفراء والمنقبين خلال القرن التاسع عشر وظل طريقًا مهمًا للنقل حتى السبعينيات عندما فتحت الطرق أخيرًا إلى الداخل الشمالي. ومع ذلك فإن معظم حوض ستيكيني لا يزال برية مع عدد قليل من المستوطنات الصغيرة جسرين فقط أحدهما مهجور يعبران النهر بطوله بالكامل. يحوي مسار السلمون في النهر مصايد الأسماك التجارية والمعيشية الكبيرة ويوفر مصبه ودلتا النهر الواسع موطنًا للعديد من أنواع الأسماك والطيور المهاجرة.